# Eckhard Huber
Eckhard Huber (geb. vor 1971) ist ein deutscher Redakteur.
Eckhard Huber studierte an der TU München Physik und Elektrotechnik (Abschluss Dipl.-Ing.) Nach dem Studium absolvierte er ein journalistisches Praktikum beim BR und ist dort seit 1971 als Redakteur angestellt. Heute leitet er die Redaktion Bildung im Direktionsbereich Fernsehen. Zudem machte er sich stark für die Fortführung des Computerclubs des WDR.
Er hatte unter anderem die Redaktion inne bei Sendungen wie:
- TM Technikmagazin[4]